# Monnina subserrata
Monnina subserrata är en jungfrulinsväxtart som beskrevs av Chod.. Monnina subserrata ingår i släktet Monnina och familjen jungfrulinsväxter. Inga underarter finns listade i Catalogue of Life.